# Dalia Soberanis
Dalia Guadalupe Soberanis Marenco (*Ciudad de Guatemala, Guatemala, 30 de octubre de 1996) es una patinadora de velocidad sobre ruedas y sobre hielo guatemalteca. Se inició en Patinaje Sobre Ruedas en el año 2004 y en Patinaje Sobre Hielo en el año 2019, su especialidad en ambas disciplinas es la velocidad. Es hasta la fecha, la mejor representante de Guatemala en este deporte.

## Resultados más Importantes Sobre Ruedas
- Segundo y Tercer Lugar, Juegos Panamericanos de 2019
- Tercer Lugar, Juegos Mundiales de Patinaje 2019
- Primer Lugar, Campeonato Panamericano 2018
- Primer Lugar, XXIII Juegos Centroamericanos y del Caribe
- Séptimo lugar, Juegos Mundiales de 2017
- Campeona Centroamericana 2006-2019
- Campeona Nacional 2006-2019